# Denkmal Zur Deutschen Einheit

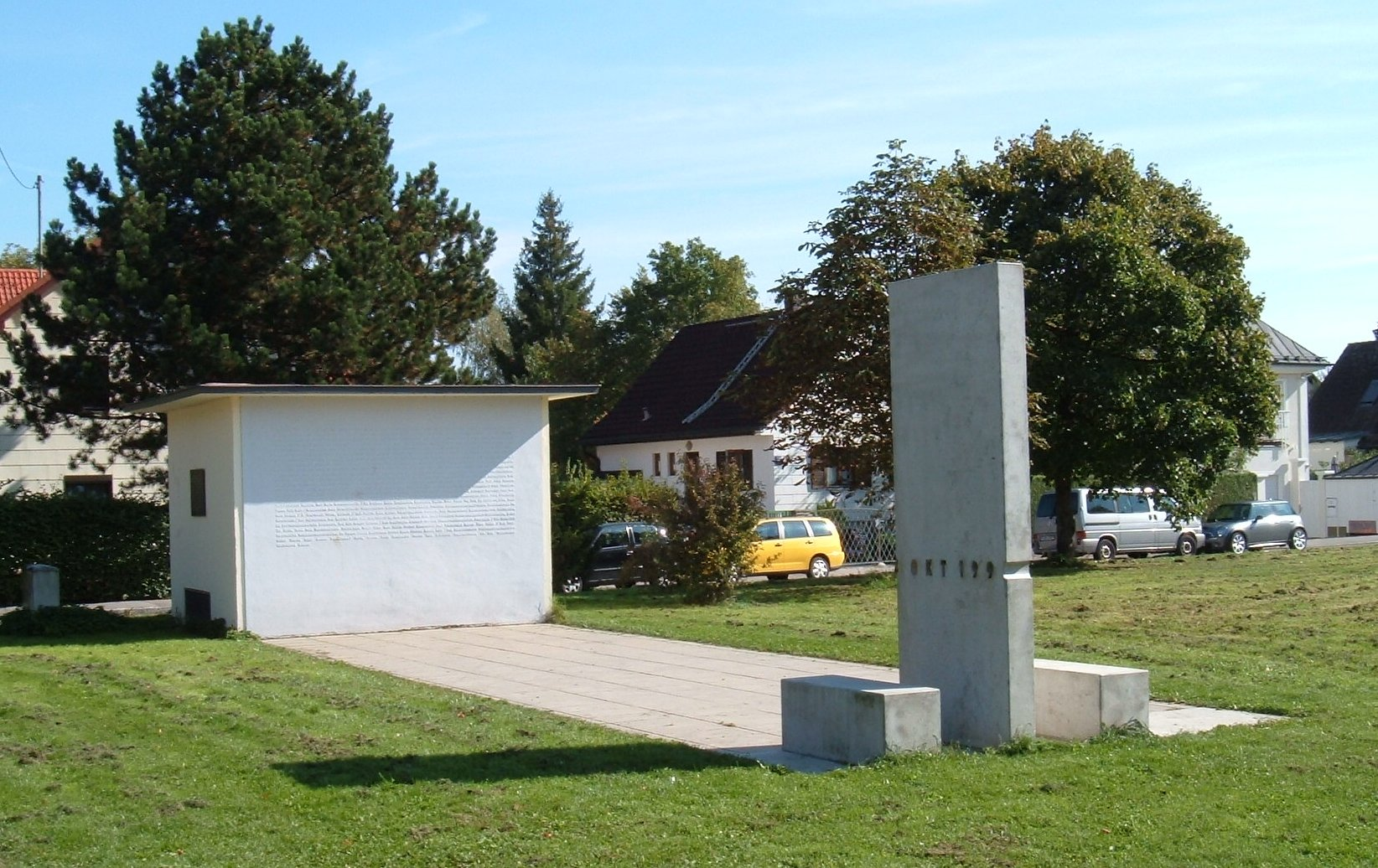
Denkmal zur Deutschen Einheit

Das Denkmal Zur Deutschen Einheit ist ein Denkmal in München. Es wurde von den Bildhauern Peggy Meinfelder und Klaus Herta zur Erinnerung an die Deutsche Wiedervereinigung 1990 errichtet und am 3. Oktober 2005 zum 15. Jahrestag derselben eingeweiht.

## Beschreibung

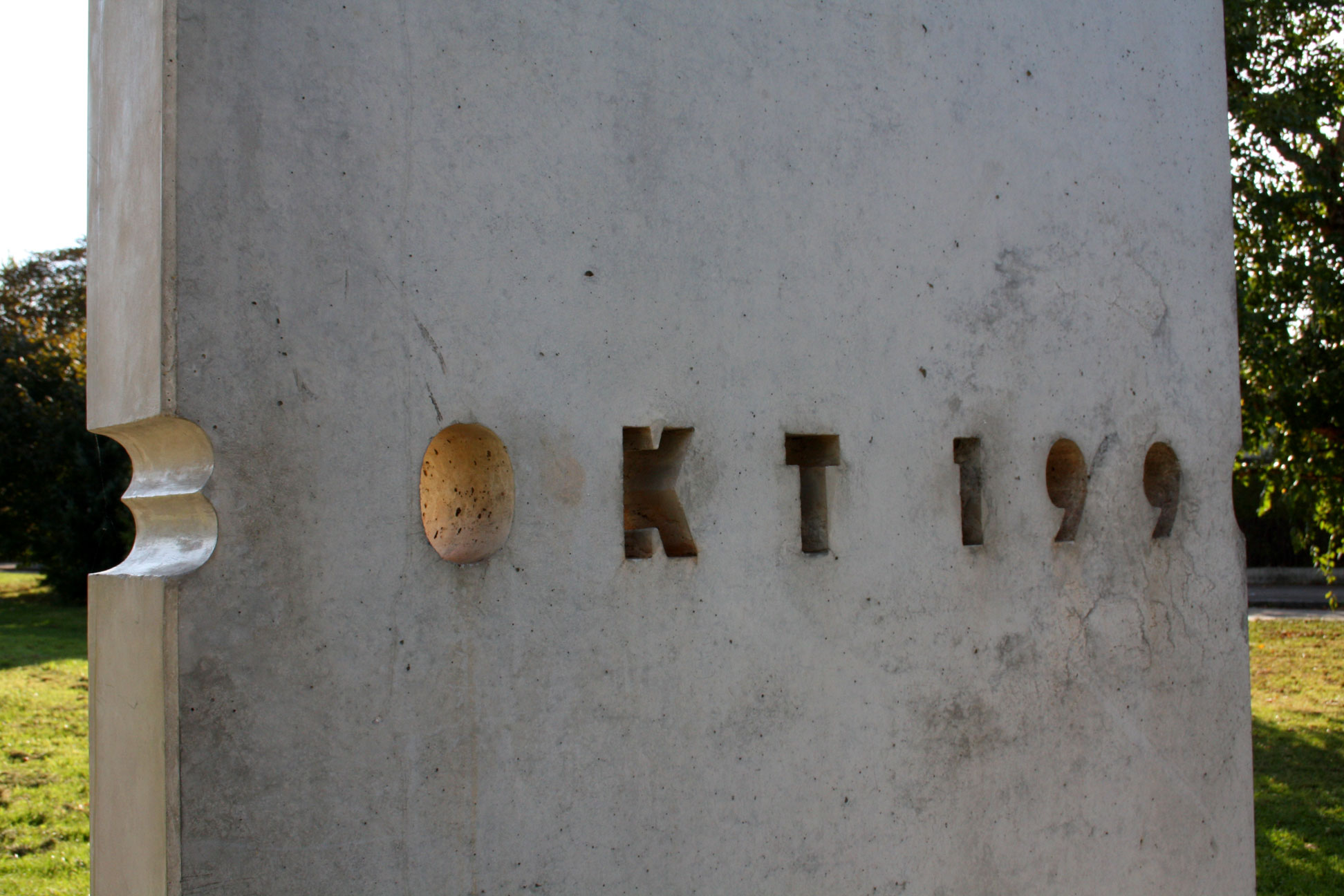
Schriftzug

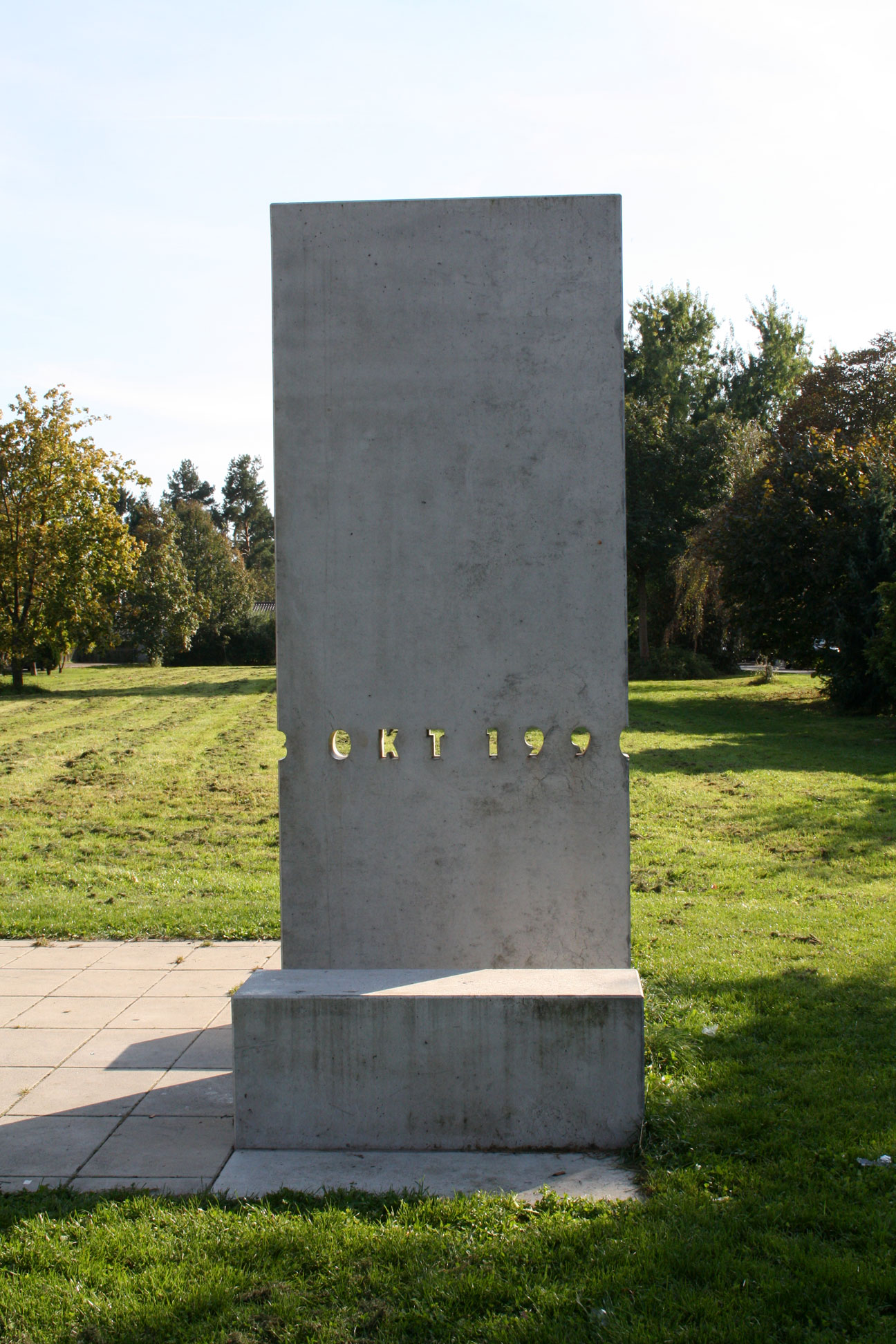
Stele im Durchblick

Das Denkmal liegt am Platz Zur Deutschen Einheit im Münchener Stadtteil Denning im Stadtbezirk 13 Bogenhausen. Es besteht aus einer etwa drei Meter hohen und einen Meter breiten Stele aus Beton, die in der Ost-West-Richtung ausgerichtet ist. Etwas unterhalb der halben Höhe ist diese Stele von einem Schriftzug „3 OKT 1990“ durchbrochen, der das Wiedervereinigungsdatum wiedergibt. Dieser Schriftzug ist links und rechts (also im Osten und Westen) jedoch nicht durch den Stein abgeschlossen, sondern durchbricht dessen Rand nach außen, wodurch die Öffnung der Grenzen angedeutet wird.

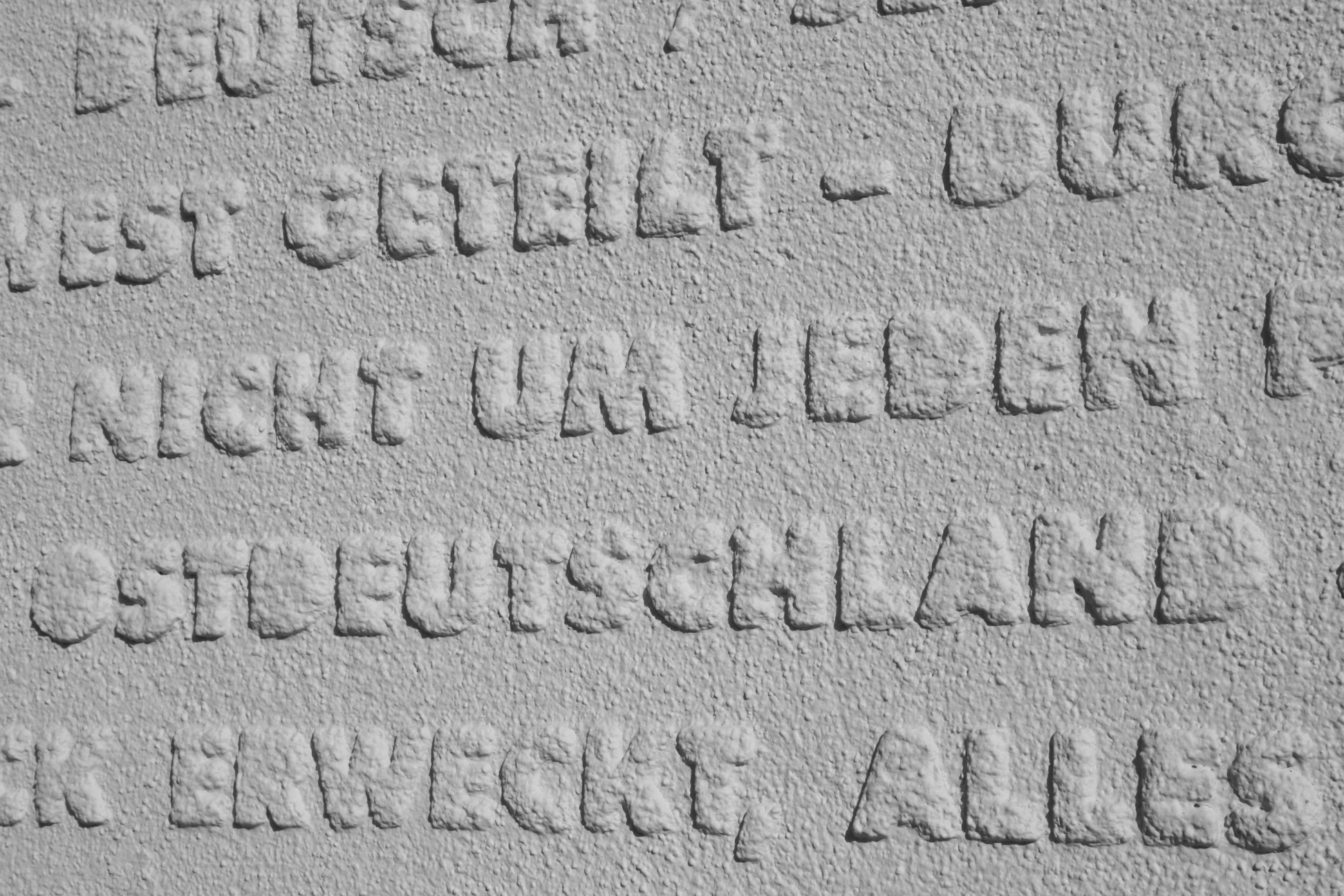
Profilschrift am Trafohäuschen

Beidseitig der Mauer sind Sitzbänke aus Beton angeordnet. Dabei können sich die Sitzenden durch die Durchbrüche in der Mauer ansehen, eine weitere Andeutung der Öffnung der Mauer.
Etwa zehn Meter östlich des Denkmals steht ein Trafohäuschen, das durch einen mit Platten belegten Weg mit dem Denkmal verbunden ist. Auf der dem Denkmal zugewandten Rückseite des Trafohäuschens sind in Profilschrift auf den Putz aufgebrachte Gedanken zur Deutschen Einheit und Eindrücke der Wiedervereinigung angebracht.